# Miguel Ángel Bordón
Miguel Ángel Bordón (Santa Fe, 27 ottobre 1952 – Dolores, 16 giugno 2003) è stato un calciatore argentino, di ruolo difensore.
Ha vinto la Coppa Intercontinentale e la Coppa Libertadores con la maglia del Boca Juniors. È morto prematuramente a causa di un arresto cardiaco occorsogli durante una partita di beneficenza con alcuni ex calciatori argentini.

## Carriera

### Club
La carriera di Bordón si è sviluppata quasi esclusivamente in Argentina; fanno eccezione le brevi esperienze in Messico nell'Atlas, e in Colombia nell'Atlético Nacional.
Fa il suo esordio nel San Lorenzo de Almagro, con cui disputa 3 partite. Si trasferisce poi al Club Atlético Nueva Chicago: in tre stagioni scende in campo in 94 incontri, riuscendo a mettere a segno 20 reti. Nel 1977 cambia ancora, passando al Chacarita Juniors: con la maglia dei Los Funebros colleziona 128 presenze (sarà il suo record di presenze con la stessa maglia) e 28 gol.
Dopo una breve esperienza (6 partite) al Talleres di Córdoba, nel 1978 firma con il Boca Juniors, toccando l'apice della propria carriera. Con gli Xeneizes disputa 82 partite in campionato, e vince la Coppa Intercontinentale e la Coppa Libertadores 1978; proprio nelle semifinali di Libertadores contro l'Atlético Mineiro mette a segno la doppietta che vale il 2-0 finale.
Nel 1981 viene ceduto all'Argentinos Juniors, insieme con Salinas, Santos, Zanabria e Randazzo, in cambio di Diego Armando Maradona. Nello stesso anno si trasferisce in Messico all'Atlas de Guadalajara, e l'anno seguente passa all'Atlético Nacional di Medellín.
Rientra in Argentina e nel 1985 gioca nell'Huracán Las Heras, passando poi al Temperley. Chiude la carriera vestendo le maglie del Colón, San Telmo e Deportivo Maipú.

### Nazionale
Bordón ha giocato in Nazionale nel 1979, anno in cui è stato convocato da Menotti per la Copa América; in Albiceleste ha disputato le 4 partite della competizione.

## Palmarès
- Coppa Intercontinentale: 1

Boca Juniors: 1977
- Coppa Libertadores: 1

Boca Juniors: 1978